# شاین کیمبال
شاین کیمبال (به انگلیسی: Cheyenne Kimball) (زاده ۲۷ اکتبر ۱۹۹۴) خواننده و ترانه‌سرا آمریکایی است.